# Evergestis unimacula
Evergestis unimacula là một loài bướm đêm trong họ Crambidae.